# Pardines (kommun)
Pardines är en kommun i Spanien.   Den ligger i provinsen Província de Girona och regionen Katalonien, i den östra delen av landet, 500 km öster om huvudstaden Madrid. Antalet invånare är 154. Arean är 31 kvadratkilometer. Pardines gränsar till Queralbs, Vilallonga de Ter, Ogassa och Ribes de Freser. 
Terrängen i Pardines är huvudsakligen lite bergig.